# Trogloneta madeirensis
Trogloneta madeirensis är en spindelart som beskrevs av Jörg Wunderlich 1987. Trogloneta madeirensis ingår i släktet Trogloneta och familjen Mysmenidae.
Artens utbredningsområde är Madeira. Inga underarter finns listade i Catalogue of Life.